# Dobývání renty
Dobývání renty (anglicky rent-seeking) je v ekonomice politická činnost skupiny či jednotlivce, kteří věnují své zdroje na zajištění monopolních práv. Tato činnost brání volnému trhu a vede ke ztrátám u ostatních, kteří danou výhodu nemají. (Existence rent v ekonomice je tak vlastně příznakem a důkazem předešlé aktivity zájmových skupin.)
V roce 1980 formuloval zjednodušený model dobývání renty Gordon Tullock.